# نيبولي
نيبولي (Νεάπολη) هي مدينة في أيتوليا كي أكارنانيا في مقاطعة كينتريكي إلادا في اليونان.
يبلغ عدد سكانها حوالي 1298 نسمة.